# 중곡동
중곡동(中谷洞)은 서울특별시 광진구의 법정동이다. 아차산 서쪽 기슭에 위치하며, 동명의 유래는 중곡동이 자리잡은 위치가 능동과 면목동 중간에 있으므로, ‘간뎃말’ 또는 한자음으로 ‘중곡리’라하였다. 중곡동은 천호대로, 동일로, 능동로, 긴고랑로가 지나고 지하철 5, 7호선이 교차하는 교통이 편리한 지역이며, 수방시설 개선과 중랑천변 개발로 안전하고 쾌적하게 조성된 일반주택지역이다.

## 위치
중곡동의 서쪽 경계는 중랑천이고, 동쪽 경계는 아차산이다. 서쪽에는 장안평이라는 이름의 평야가 위치한다.

## 역사
고대에는 한성백제의 영토로써 백제 고분 118기의 굴식 돌방무덤이 1918년에 조사된 바 있다. 동쪽의 아차산은 백제의 산성으로, 아신왕 재위기에 광개토대왕의 남정과 개로왕시기 장수왕의 남정으로 인해 궁극적으로 고구려에 의해 빼앗겼다. 삼국통일 이후 아차산성 일대는 북한산군이 설치되었다.
조선시대에 한양이 수도가 되며 수도의 동쪽에 위치한 중곡동 일대는 왕이 직접 농사를 짓는 친경(親耕)의 장소가 되었다. 인근에는 살곶이 목장이 설치되었다.
일제강점기에는 동양척식주식회사의 소유가 되어 땅을 개간하고 분배하였다. 해방 이후 광진구의 소속으로 1949년에 서울특별시에 편입되었다. 1966년부터 관광과 여가를 중심으로 개발되었으며, 인근에 워커힐 호텔앤리조트, 뚝섬유원지, 어린이대공원 등이 설치되었다. 1970년 아시안 게임 개최지로 선정된 이후 중곡동에 경기장을 개발하고자 하였으나 예산상의 문제로 개최권을 반납하며 중곡동의 개발은 더욱 지연되었다. 그 대신 새마을운동과 함께 자연적으로 형성된 농촌 마을이던 중곡리의 토지가 구획화되어 정리되었다.
1978년에 중곡로(현 능동로)가 개통되고, 1996년에 서울 지하철 7호선 중곡역이 개통되었다.

## 교육
- 용마초등학교
- 중마초등학교
- 중광초등학교
- 용곡초등학교
- 대원중학교
- 용곡중학교
- 대원외국어고등학교
- 대원여자고등학교
- 대원고등학교

## 교통
● 서울 지하철 7호선
- 중곡역, 군자역

● 수도권 전철 5호선
- 아차산역, 군자역

## 명소
- 중랑천 체육공원 및 자연체험장

## 같이 보기
- 대한민국의 행정 구역